# ورمبلی
ورمبلی (به انگلیسی: Varamballi) یک روستا در هند است که در کارناتاکا واقع شده‌است.

## خصوصیات
ورمبلی ۶٬۱۷۸ نفر جمعیت دارد.